# Amos (satèl·lit)
AMOS (en hebreu עמוס) és el nom d'una sèrie de satèl·lits de comunicacions israelians. Els satèl·lits AMOS són desenvolupats i construïts per Israel Aircraft Industries i operats per la companyia privada israeliana Spacecom.
- AMOS 1 va ser el primer satèl·lit de comunicacions israelià. El seu desenvolupament va ser basat en l'experiència obtinguda amb els satèl·lits de reconeixement Ofeq, en conjunt amb DASA i Alcatel Espace. Va ser llançat el 16 de maig de 1996 des del Centre Espacial Guaianès a Kourou, Guaiana francesa per un llançador Ariane. Es troba actualment en servei per a serveis de televisió de tipus DBS/DTH per la companyia Yes i per HBO i altres a Europa. Space Communications Ltd. (Spacecom) va tenir un gran èxit comercial en completar la capacitat de transmissió d'Amos 1 ràpidament i a més acumular sol·licituds addicionals, la qual cosa va motivar a la companyia a ampliar les seves activitats i iniciar la creació d'Amos 2, que és l'única propietària.
- AMOS 2 va ser llançat el 28 de desembre de 2003 des de Baikonur, Kazakhstan i dona servei a clients en tres diferents regions: l'Orient Mitjà (incloent Israel), Europa i la costa est dels Estats Units. Els serveis que prové aquest satèl·lit són: Distribució directa d'emissions de TV i ràdio; emissions de TV i ràdio a centres de comunicacions; distribució de serveis d'internet i transmissió de dades a xarxes de comunicacions.

Amos 1 i Amos 2 estan situats a prop l'u de l'altre, per crear una ubicació en comú, la qual cosa permet als usuaris de tots dos satèl·lits incrementar les seves opcions de comunicació sense haver d'adquirir o instal·lar antenes addicionals.
- AMOS 3 va ser llançat el 24 d'abril de 2008, aconseguint entrar en operació de manera reeixida. El satèl·lit, amb un cost de 170 milions de dòlars, està dissenyat per oferir major capacitat, major cobertura i enllaços millorats entre Europa, l'Orient Mitjà i la Costa est dels Estats Units. Romandrà actiu pels propers 18 anys. AMOS 3 reemplaçarà al satèl·lit AMOS 1. Està situat a 4°O en l'equador, igual que els seus germans Amos 1 i Amos 2.[1]
- AMOS 4 està pautat per ser llançat a l'espai a mitjan any 2013.
- AMOS 5 va ser llançat l'11 de desembre de 2011[2] i ofereix cobertura sobre Àfrica, així com Europa i Orient Mitjà. Se situa en la longitud 17°E.
- AMOS 6 estava programat per ser llançat el 2016 i reemplaçaria al satèl·lit AMOS 2, però un incident de la companyia SpaceX que ho posaria en òrbita va causar la destrucció del satèl·lit; va ser fabricat per Israel Aerospace Industries.[3]